# Acanthopagrus vagus
Acanthopagrus vagus е вид лъчеперка от семейство Sparidae. Видът е световно застрашен, със статут Уязвим.

## Разпространение
Разпространен е в Мозамбик и Южна Африка.

## Описание
На дължина достигат до 26,2 cm.